# Pineto Calcio 2024-2025
Questa voce raccoglie le informazioni riguardanti il Pineto Calcio nelle competizioni ufficiali della stagione 2024-2025.

## Stagione
La stagione 2024-2025 sarà per il Pineto la 2ª partecipazione nella terza serie del Campionato italiano di calcio.
Il 2 luglio 2024 viene ufficializzato Mirko Cudini come nuovo tecnico della squadra.
L'esordio stagionale c'è stato l'11 agosto 2024, nella gara valida per il primo turno eliminatorio della Coppa Italia Serie C, nel derby abruzzese in casa del Pescara; l'incontro è terminato con la vittoria del Pineto per 0 a 2. Nel secondo turno, il 18 agosto, la squadra affronta in casa il Perugia, venendo sconfitta per 0 a 2 e venendo eliminato dal torneo.
L'esordio in campionato, invece, è avvenuto il 23 agosto, nella gara in casa contro la Lucchese, incontro terminato 0 a 0.
Il 7 ottobre, dopo aver raccolto 7 punti nelle prime 8 giornate, e con la squadra al 18º posto in campionato, viene esonerato mister Cudini; al suo posto gli subentra Ivan Tisci.

## Organigramma societario
Tratto dal sito ufficiale.
Area direttiva
- Presidente: Silvio Brocco[10]
- Vice presidente: Luciano Campitelli

Area comunicazione
- Responsabile della Comunicazione: Federica Rogato

Area sanitaria
- Responsabile: dott. Domenico Palmieri[11]
- Medici sociali: dott. Damiano Petaccia, dott. Luca Magnani
- Fisioterapisti: Giovanni Bartolacci, Andrea Capriolo, Giuseppe Ciferni

Area tecnica
- Direttore sportivo: Marcello Di Giuseppe[10][14]
- Team Manager: Piero Di Renzo
- Allenatore: Mirko Cudini (1º-8º); Ivan Tisci (9º-)
- Allenatore in seconda: Luca Galuppi (1º-8º); Daniele De Vezze (9º-)
- Collaboratore tecnico: Stefano Del Grosso
- Preparatore atletico: Lorenzo Mastropietro
- Preparatore dei portieri: Cristian Cicioni (1º-8º); Michele Radunanza (9º-)
- Responsabile Area Performance: Franco Giammartino
- Match analyst: Mario Cordone

## Divise e sponsor
Per la stagione 2024-2025 lo sponsor tecnico è Erreà, il main sponsor è Liofilchem, il top sponsor Capital Markets Consulting, i jersey sponsor sono Sapori Veri e Capriotti & C., lo short sponsor è Aran Cucine, mentre gli arm sponsor sono Il Mastino e Ponzio.
| Casa |

## Rosa
Tratto dal sito ufficiale.
In corsivo i giocatori ceduti a stagione in corso.
Rosa aggiornata al 28 gennaio 2025.
| N. |                    | Ruolo | Calciatore                       |
| -- | ------------------ | ----- | -------------------------------- |
| 1  | Italia (bandiera)  | P     | Francesco Marone                 |
| 5  | Italia (bandiera)  | C     | Luca Schirone                    |
| 6  | Italia (bandiera)  | C     | Stefano Amadio (capitano)        |
| 8  | Italia (bandiera)  | C     | Gianluca Germinario              |
| 9  | Italia (bandiera)  | A     | Diego Gambale                    |
| 10 | Italia (bandiera)  | A     | Giovanni Bruzzaniti              |
| 11 | Italia (bandiera)  | D     | Matteo Borsoi                    |
| 13 | Italia (bandiera)  | D     | Simone Ienco                     |
| 14 | Italia (bandiera)  | D     | Simone De Santis (vice capitano) |
| 15 | Romania (bandiera) | D     | Eduard Duțu                      |
| 17 | Italia (bandiera)  | D     | Federico Baggi                   |
| 18 | Italia (bandiera)  | C     | Alessandro Giovannini            |
| 21 | Italia (bandiera)  | C     | Luca Lombardi                    |
| 22 | Italia (bandiera)  | P     | Alessandro Tonti                 |

| N. |                       | Ruolo | Calciatore              |
| -- | --------------------- | ----- | ----------------------- |
| 23 | Italia (bandiera)     | A     | Luca Fabrizi            |
| 24 | Italia (bandiera)     | D     | Andrea Marafini         |
| 25 | Italia (bandiera)     | A     | Alessandro Marrancone   |
| 27 | Italia (bandiera)     | A     | Ferdinando Del Sole     |
| 28 | Italia (bandiera)     | D     | Gianmarco Ingrosso      |
| 29 | Italia (bandiera)     | A     | Mohammed Amine Chakir   |
| 30 | Italia (bandiera)     | D     | Lorenzo Villa           |
| 31 | Italia (bandiera)     | C     | Giulio Nebuloso         |
| 77 | Italia (bandiera)     | C     | Mattia Foglia           |
| 98 | Montenegro (bandiera) | D     | Cristian Hadžiosmanović |
| 99 | Italia (bandiera)     | C     | Alessandro Pellegrino   |
|    | Estonia (bandiera)    | C     | Georgi Tunjov           |
|    | Italia (bandiera)     | D     | Matteo Stambolliu       |

## Calciomercato

### Sessione estiva(dall'1/7 al 30/8)
| Acquisti | Acquisti                | Acquisti          | Acquisti   |
| R.       | Nome                    | da                | Modalità   |
| -------- | ----------------------- | ----------------- | ---------- |
| P        | Francesco Marone        | Gladiator         | definitivo |
| D        | Gianfranco Giuliodori   | L’Aquila          | definitivo |
| D        | Cristian Hadžiosmanović | Potenza           | definitivo |
| D        | Eduard Duțu             | Fiorentina        | prestito   |
| D        | Simone Ienco            | Roma              | definitivo |
| C        | Alessandro Giovannini   | Cesena            | prestito   |
| A        | Alessandro Marrancone   | Notaresco         | definitivo |
| A        | Ferdinando Del Sole     | Juventus Next Gen | definitivo |
| A        | Luca Fabrizi            | Latina            | definitivo |
| A        | Giovanni Bruzzaniti     | Crotone           | prestito   |

| Cessioni | Cessioni               | Cessioni         | Cessioni      |
| R.       | Nome                   | a                | Modalità      |
| -------- | ---------------------- | ---------------- | ------------- |
| P        | Simone Mercorelli      | Chieti           | definitivo    |
| D        | Nicolò Evangelisti     | Empoli           | fine prestito |
| D        | Riccardo Della Quercia | Chieti           | definitivo    |
| D        | Gianfranco Giuliodori  | Reggina          | definitivo    |
| C        | Davide Traini          |                  | svincolato    |
| C        | Daniel Sannipoli       | Avellino         | fine prestito |
| C        | Denis Manu             | Pescara          | fine prestito |
| C        | Marco Teraschi         | Roma City        | definitivo    |
| C        | Ettore Di Sabatino     | Vigor Senigallia | definitivo    |
| C        | Giuseppe Macario       | Yverdon          | definitivo    |
| A        | Moussadja Njambè       | Giugliano        | definitivo    |
| A        | Emilio Volpicelli      | AZ Picerno       | definitivo    |

### Sessione invernale(dal 2/1 al 3/2)
| Acquisti | Acquisti          | Acquisti | Acquisti |
| R.       | Nome              | da       | Modalità |
| -------- | ----------------- | -------- | -------- |
| D        | Matteo Stambolliu | Mantova  | prestito |
| C        | Georgi Tunjov     | Pescara  | prestito |

| Cessioni | Cessioni            | Cessioni          | Cessioni      |
| R.       | Nome                | a                 | Modalità      |
| -------- | ------------------- | ----------------- | ------------- |
| D        | Eduard Duțu         | Fiorentina        | fine prestito |
| C        | Lorenzo Villa       | Juventus Next Gen | prestito      |
| A        | Ferdinando Del Sole | Giugliano         | definitivo    |

## Risultati

### Coppa Italia Serie C

#### Turni eliminatori
| Arbitro: | Striamo (Salerno) |

|  |           |                              |
|  | Marcatori | 52’ Fabrizi 90+1’ Marrancone |

| Arbitro: | Aldi (Lanciano) |

|  |           |                            |
|  | Marcatori | 14’ Montevago 28’ Seghetti |

## Statistiche

### Statistiche di squadra
Statistiche aggiornate al 11 marzo 2025
| Competizione         | Punti | In casa | In casa | In casa | In casa | In casa | In casa | In trasferta | In trasferta | In trasferta | In trasferta | In trasferta | In trasferta | Totale | Totale | Totale | Totale | Totale | Totale | DR |
| Competizione         | Punti | G       | V       | N       | P       | Gf      | Gs      | G            | V            | N            | P            | Gf           | Gs           | G      | V      | N      | P      | Gf     | Gs     | DR |
| -------------------- | ----- | ------- | ------- | ------- | ------- | ------- | ------- | ------------ | ------------ | ------------ | ------------ | ------------ | ------------ | ------ | ------ | ------ | ------ | ------ | ------ | -- |
| Serie C              | 48    | 16      | 8       | 5       | 3       | 18      | 13      | 15           | 5            | 4            | 6            | 20           | 23           | 31     | 13     | 9      | 9      | 38     | 36     | +2 |
| Coppa Italia Serie C | -     | 1       | 0       | 0       | 1       | 0       | 2       | 1            | 1            | 0            | 0            | 2            | 0            | 2      | 1      | 0      | 1      | 2      | 2      | 0  |
| Totale               | -     | 16      | 8       | 5       | 4       | 18      | 15      | 16           | 6            | 4            | 6            | 22           | 23           | 33     | 14     | 9      | 10     | 40     | 38     | +2 |

### Andamento in campionato
| Giornata  | 1  | 2  | 3 | 4  | 5  | 6  | 7  | 8  | 9  | 10 | 11 | 12 | 13 | 14 | 15 | 16 | 17 | 18 | 19 | 20 | 21 | 22 | 23 | 24 | 25 | 26 | 27 | 28 | 29 | 30 | 31 | 32 | 33 | 34 | 35 | 36 | 37 | 38 |
| --------- | -- | -- | - | -- | -- | -- | -- | -- | -- | -- | -- | -- | -- | -- | -- | -- | -- | -- | -- | -- | -- | -- | -- | -- | -- | -- | -- | -- | -- | -- | -- | -- | -- | -- | -- | -- | -- | -- |
| Luogo     | C  | T  | C | T  | T  | C  | T  | C  | T  | C  | C  | T  | C  | T  | C  | T  | C  | T  | C  | T  | C  | T  | C  | C  | T  | C  | T  | C  | T  | T  | C  | T  | C  | T  | C  | T  | C  | T  |
| Risultato | N  | N  | V | P  | N  | N  | P  | P  | N  | P  | V  | V  | P  | P  | V  | V  | V  | P  | N  | N  | V  | V  | V  | N  | P  | V  | P  | N  | V  | V  | V  |    |    |    |    |    |    |    |
| Posizione | 14 | 13 | 8 | 13 | 14 | 13 | 15 | 18 | 17 | 17 | 14 | 11 | 13 | 13 | 12 | 10 | 9  | 10 | 12 | 12 | 7  | 7  | 7  | 7  | 8  | 8  | 8  | 8  | 8  | 7  | 7  |    |    |    |    |    |    |    |

Fonte: Lega Pro
Legenda:

Luogo: N = Campo neutro; C = Casa; T = Trasferta. Risultato: V = Vittoria; N = Pareggio; S = Sconfitta.
- = Turno di riposo.

### Statistiche dei giocatori
| Giocatore         | Serie C  | Serie C | Serie C     | Serie C    | Coppa Italia Serie C | Coppa Italia Serie C | Coppa Italia Serie C | Coppa Italia Serie C | Totale   | Totale | Totale      | Totale     |
| Giocatore         | Presenze | Reti    | Ammonizioni | Espulsioni | Presenze             | Reti                 | Ammonizioni          | Espulsioni           | Presenze | Reti   | Ammonizioni | Espulsioni |
| ----------------- | -------- | ------- | ----------- | ---------- | -------------------- | -------------------- | -------------------- | -------------------- | -------- | ------ | ----------- | ---------- |
| S. Amadio         | 19       | 0       | 6           | 0          | 2                    | 0                    | 1                    | 0                    | 21       | 0      | 7           | 0          |
| F. Baggi          | 16       | 0       | 2           | 0          | 1                    | 0                    | 0                    | 0                    | 17       | 0      | 2           | 0          |
| M. Borsoi         | 20       | 0       | 4           | 0          | 2                    | 0                    | 0                    | 0                    | 22       | 0      | 4           | 0          |
| G. Bruzzaniti     | 24       | 12      | 3           | 0          | 1                    | 0                    | 1                    | 0                    | 25       | 12     | 4           | 0          |
| M. Chakir         | 20       | 3       | 2           | 0          | 2                    | 0                    | 1                    | 0                    | 22       | 3      | 3           | 0          |
| S. De Santis      | 22       | 0       | 3           | 0          | 1                    | 0                    | 0                    | 0                    | 23       | 0      | 3           | 0          |
| F. Del Sole       | 21       | 1       | 2           | 0          | 2                    | 0                    | 0                    | 0                    | 23       | 1      | 2           | 0          |
| E. Duțu           | 8        | 0       | 2           | 0          | 1                    | 0                    | 0                    | 0                    | 9        | 0      | 2           | 0          |
| L. Fabrizi        | 22       | 1       | 4           | 0          | 2                    | 1                    | 1                    | 0                    | 24       | 2      | 5           | 0          |
| M. Foglia         | 0        | 0       | 0           | 0          | 1                    | 0                    | 0                    | 0                    | 1        | 0      | 0           | 0          |
| D. Gambale        | 24       | 2       | 4           | 0          | 2                    | 0                    | 0                    | 0                    | 26       | 2      | 4           | 0          |
| G. Germinario     | 20       | 2       | 6           | 0          | 0                    | 0                    | 0                    | 0                    | 20       | 2      | 6           | 0          |
| A. Giovannini     | 5        | 0       | 0           | 0          | 0                    | 0                    | 0                    | 0                    | 5        | 0      | 0           | 0          |
| C. Hadžiosmanović | 20       | 0       | 4           | 0          | 2                    | 0                    | 0                    | 0                    | 22       | 0      | 4           | 0          |
| S. Ienco          | 9        | 1       | 1           | 0          | 0                    | 0                    | 0                    | 0                    | 9        | 1      | 1           | 0          |
| G. Ingrosso       | 9        | 0       | 1           | 0          | 0                    | 0                    | 0                    | 0                    | 9        | 0      | 1           | 0          |
| L. Lombardi       | 21       | 0       | 2           | 0          | 2                    | 0                    | 1                    | 0                    | 23       | 0      | 3           | 0          |
| A. Marafini       | 7        | 0       | 2           | 0          | 2                    | 0                    | 2                    | 1                    | 9        | 0      | 4           | 1          |
| F. Marone         | 0        | -0      | 0           | 0          | 1                    | -2                   | 0                    | 0                    | 1        | -2     | 0           | 0          |
| A. Marrancone     | 12       | 0       | 1           | 0          | 2                    | 1                    | 0                    | 0                    | 14       | 1      | 1           | 0          |
| G. Nebuloso       | 3        | 1       | 0           | 0          | 0                    | 0                    | 0                    | 0                    | 3        | 1      | 0           | 0          |
| A. Pellegrino     | 19       | 1       | 5           | 0          | 1                    | 0                    | 0                    | 1                    | 20       | 1      | 5           | 1          |
| L. Schirone       | 19       | 2       | 3           | 0          | 1                    | 0                    | 0                    | 0                    | 20       | 2      | 3           | 0          |
| M. Stambolliu     | 0        | 0       | 0           | 0          | 0                    | 0                    | 0                    | 0                    | 0        | 0      | 0           | 0          |
| A. Tonti          | 24       | -28     | 3           | 0          | 1                    | -0                   | 0                    | 0                    | 25       | -28    | 3           | 0          |
| G. Tunjov         | 0        | 0       | 0           | 0          | 0                    | 0                    | 0                    | 0                    | 0        | 0      | 0           | 0          |
| L. Villa          | 17       | 0       | 3           | 0          | 2                    | 0                    | 0                    | 0                    | 19       | 0      | 3           | 0          |

## Giovanili

### Organigramma
Tratto dal sito ufficiale della società.
- Preparatore dei Portieri (tutte le categorie): Emilio Tuccella
- Collaboratore Tecnico (tutte le categorie): Domenico Muscato

Primavera 4
- Allenatore: Marco Sansovini
- Allenatore in Seconda: Claudio Canonico
- Preparatore Atletico: Mattia Spoltore

Under-17
- Allenatore: Matteo Di Marzio
- Allenatore in Seconda: Luigi Di Marco
- Preparatore Atletico: Vito Zampino

Under-15
- Allenatore: Emidio Sabatelli
- Allenatore in Seconda: Massimo Zucchini
- Preparatore Atletico: Vito Zampino

Allievi Regionali Under-16
- Allenatore: Danilo Macera
- Allenatore in Seconda: Antonio Pallini

Under-14
- Allenatore: Matteo Di Girolamo
- Allenatore in Seconda: Luca Ferrone